# Neretas pagasts
Neretas pagasts er en territorial enhed i Aizkraukles novads, der er en kommune i Letland. Indtil 1. juli 2021 var Neretas sin egen kommune.
Pagasten havde 1.860 indbyggere i 2010 og omfatter et areal på 125,70 kvadratkilometer. Hovedbyen i pagasten er Nereta.